# KZ-Friedhof

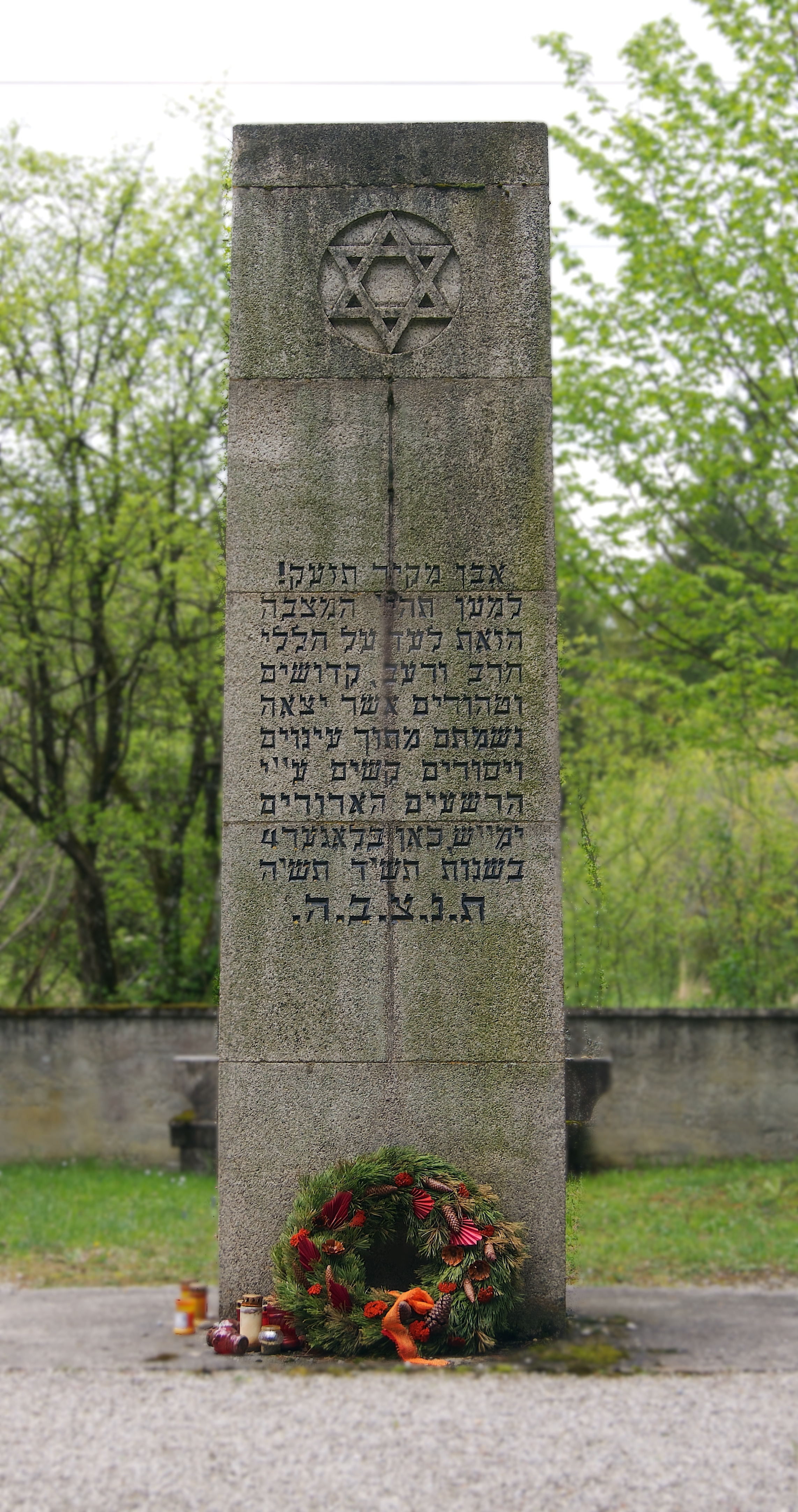
Zentraler Gedenkstein auf dem KZ-Friedhof Kaufering–Nord – hier fanden die Alliierten 1945 in Massengräbern die sterblichen Überreste von 2000–2500 meist jüdischen KZ-Opfern vor.

Ein KZ-Friedhof ist ein eigener Friedhof, meist mit entsprechenden Gedenksteinen, auf dem Insassen aus deutschen Konzentrationslagern begraben liegen. Diese KZ-Friedhöfe stehen im Zusammenhang mit diesen Konzentrationslagern, zugehörigen KZ-Außenlagern und Todesmärschen, zu denen die Insassen der deutschen Konzentrations- und Außenlager kurz vor dem Ende des Zweiten Weltkriegs gezwungen wurden.
In Deutschland existieren KZ-Friedhöfe vor allem in Süddeutschland, in den Ländern Baden-Württemberg und Bayern. In beiden Bundesländern existieren neben eigenen KZ-Friedhöfen zahlreiche KZ-Grabstätten auf anderen jeweiligen Friedhöfen und KZ-Gedenkstätten, in denen KZ-Opfer bestattet sind.

## KZ-Friedhöfe in Baden-Württemberg
KZ-Friedhöfe in Baden-Württemberg befinden sich in:
- Bad Friedrichshall (KZ-Friedhof Kochendorf am Reichertsberg)
- KZ-Friedhof Schörzingen bei Schömberg
- KZ-Friedhof Birnau, südöstlich von Überlingen
- „KZ-Opfer-Friedhof“ zwischen Vaihingen und Ensingen
- Heilbronn – KZ-Friedhof Heilbronn-Neckargartach (an der Böllinger Straße)
- Markgröningen – KZ-Friedhof in Unterriexingen
- KZ-Friedhof Bisingen

## KZ-Friedhöfe in Bayern
In Bayern existieren noch 20 eigenständige KZ-Friedhöfe und 55 weitere KZ-Grabstätten auf anderen Friedhöfen oder in den KZ-Gedenkstätten. Alle diese Gedenkstätten werden seit 1953 von der Bayerischen Verwaltung der staatlichen Schlösser, Gärten und Seen gepflegt. Seit 2013 liegt die Verantwortung für die KZ-Friedhöfe bei der Stiftung Bayerische Gedenkstätten.

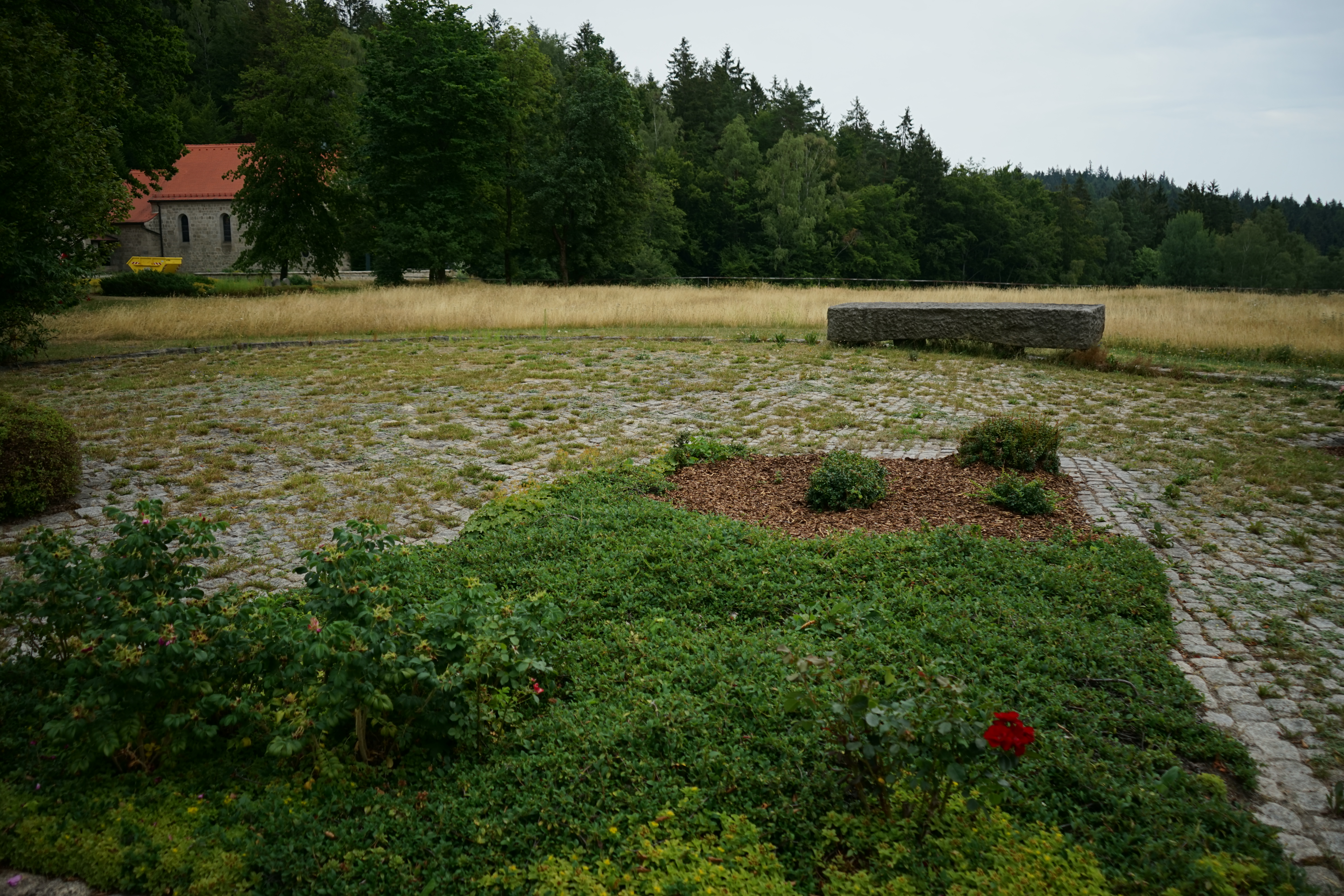
Großer Sammel-KZ-Ehrenfriedhof der KZ-Gedenkstätte Flossenbürg (2019)

### Sammel-KZ-Friedhöfe

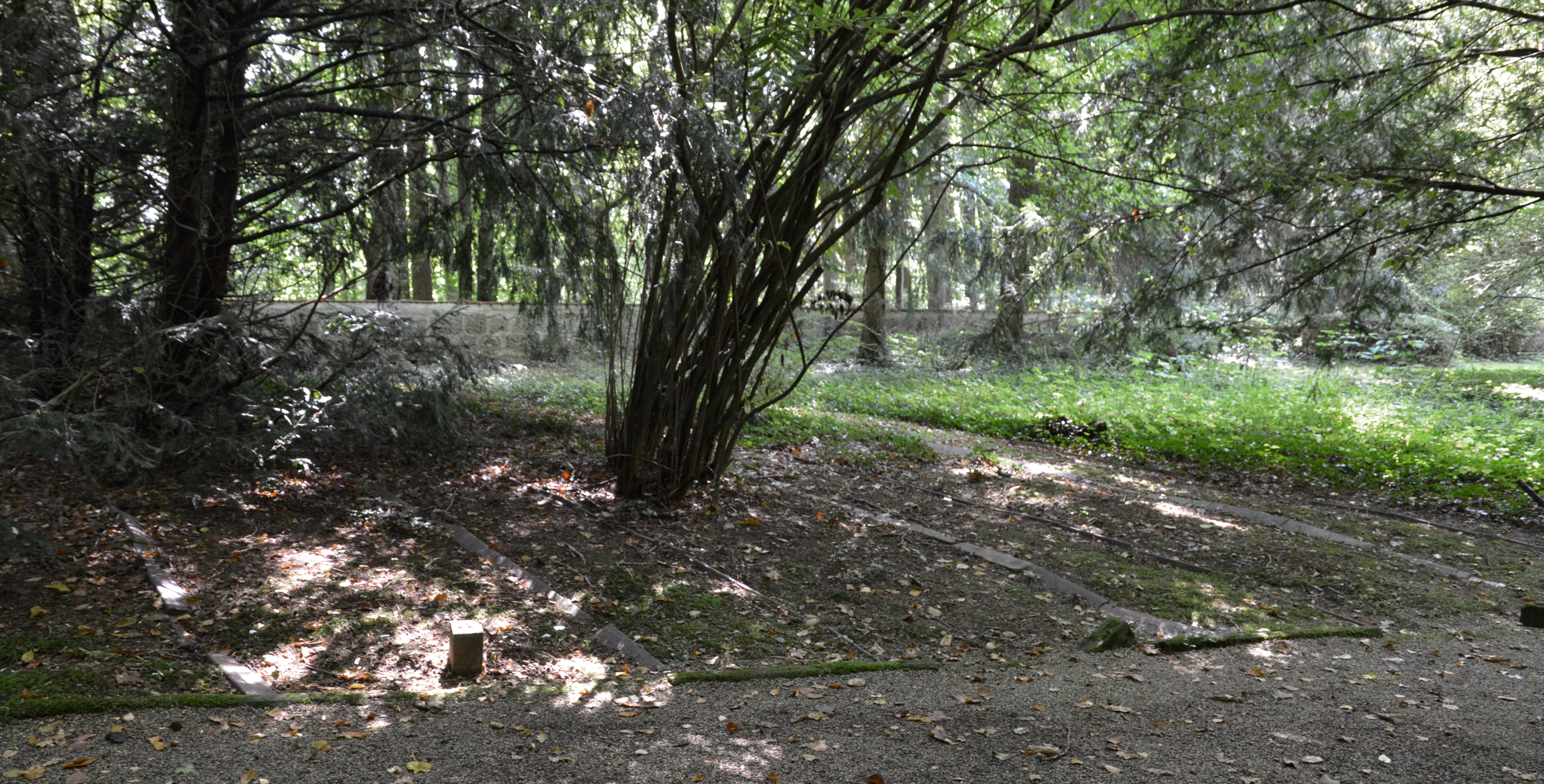
Massengräber auf dem KZ-Friedhof Dachau-Leitenberg, ohne Kennzeichnung (2022)

Bis in die 1950er Jahre wurden in Bayern über 400 KZ-Friedhöfe und -Grabstätten von KZ-Außenlagern und Todesmärschen aufgelöst, die Verstorbenen exhumiert und auf Sammel-KZ-Friedhöfe, v. a. Dachau-Leitenberg und Flossenbürg umgebettet, auch auf den Waldfriedhof Dachau und den KZ-Friedhof Neunburg vorm Wald.
- KZ-Friedhof Dachau-Leitenberg ⊙ (mit Umbettungen aus aufgelösten KZ-Friedhöfen aus ganz Bayern)
- KZ-Gräberfeld auf dem Waldfriedhof Dachau ⊙ (mit Umbettungen aus aufgelösten KZ-Friedhöfen aus ganz Bayern)
- Großer KZ-Friedhof Flossenbürg ⊙ (Umbettungen aus aufgelösten KZ-Friedhöfen aus ganz Bayern)

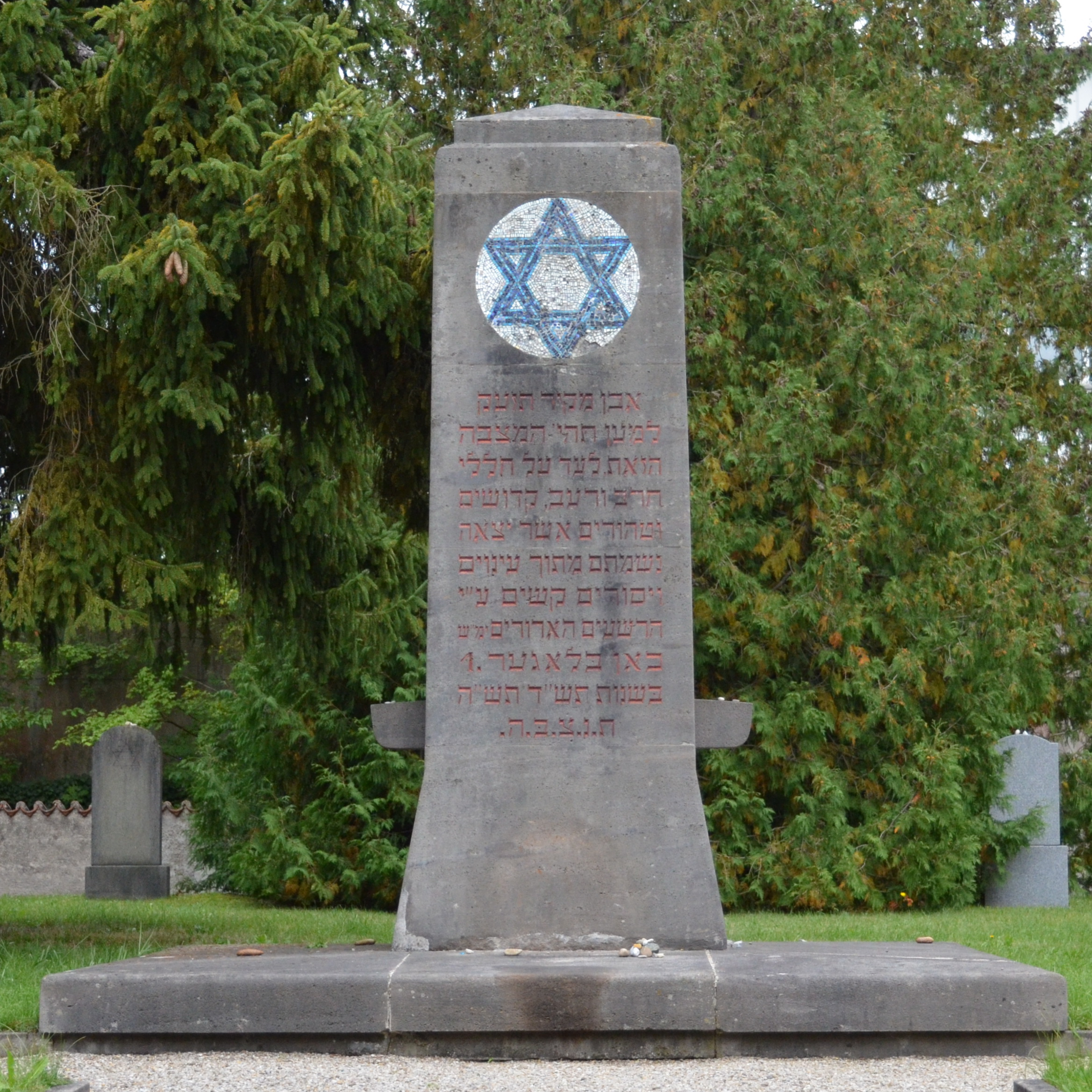
Zentraler Gedenkstein auf dem KZ-Friedhof Landsberg am Lech (2021)

### KZ-Friedhöfe
- KZ-Friedhof Aschepyramide Flossenbürg
- Kleiner KZ-Ehrenfriedhof Flossenbürg (für nach der Befreiung verstorbene Häftlinge)

- KZ-Friedhof Burghausen
- KZ-Friedhof Mauerstetten-Steinholz
- KZ-Friedhof Mühldorf
- KZ-Friedhof Neumarkt-Sankt Veit
- KZ-Friedhof Neunburg vorm Wald
- KZ-Friedhof in Steinrain (Mallersdorf-Pfaffenberg)
- KZ-Friedhof in Surtal
- KZ-Friedhof Wetterfeld (Roding) (aufgelöst)

#### KZ-Außenlagerkomplex Kaufering

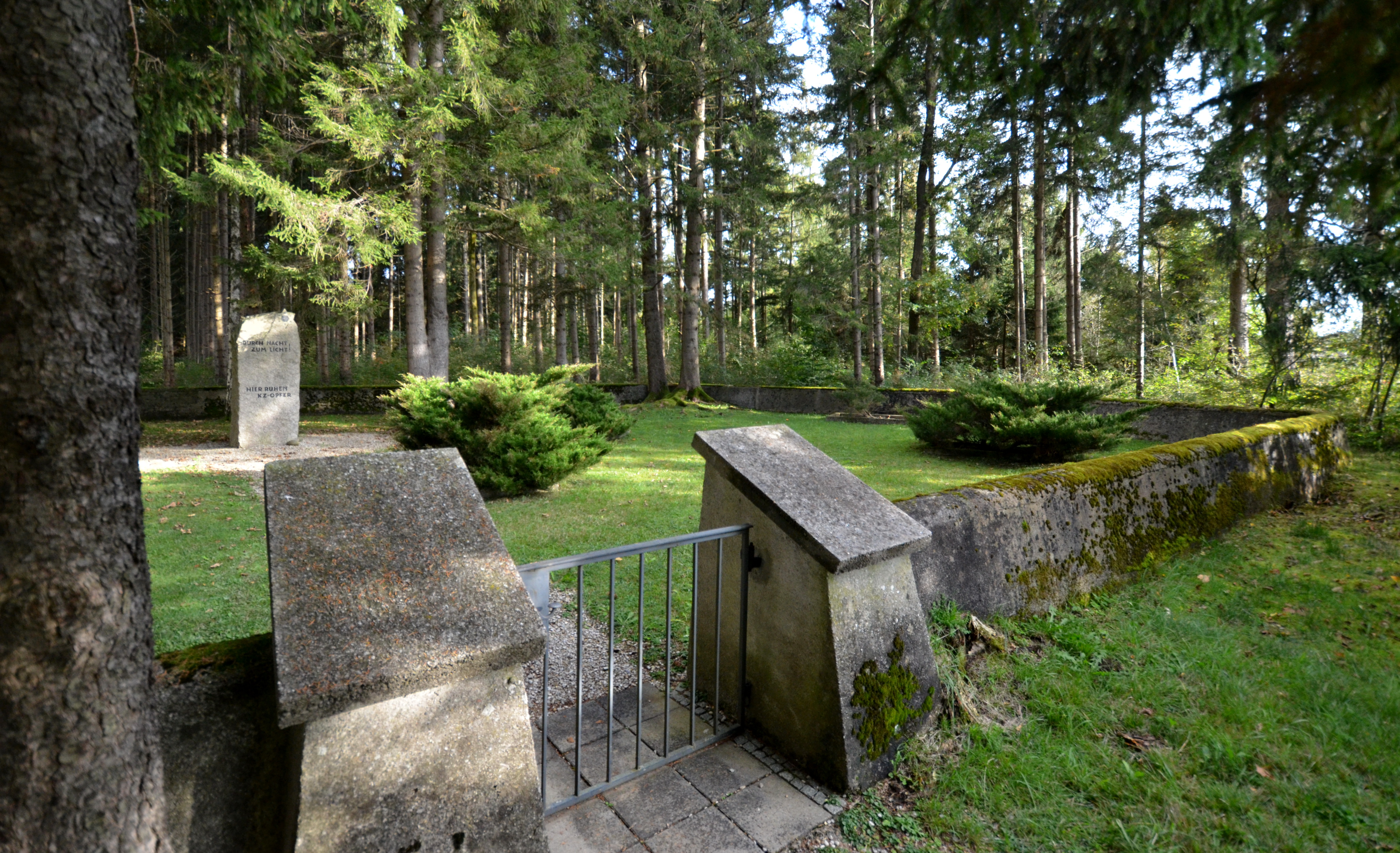
KZ-Friedhof Igling–Stoffersberg–Wald (2021)

- KZ-Friedhof Holzhausen, Magnus-Heim (Igling)
- KZ-Friedhof Hurlach
- KZ-Friedhof Igling–Stoffersberg–Kiesgrube
- KZ-Friedhof Igling–Stoffersberg–Wald
- KZ-Friedhof Kaufering–Nord
- KZ-Friedhof Kaufering–Süd
- KZ-Friedhof Landsberg am Lech
- KZ-Friedhof Landsberg-Erpfting
- Jüdischer Friedhof (Sankt Ottilien)
- KZ-Friedhof Schwabhausen
- KZ-Friedhof Seestall (Fuchstal)
- KZ-Friedhof Türkheim
- KZ-Friedhof Utting am Ammersee
- KZ-Gräberfeld im Friedhof Bad Wörishofen

Im Auftrag der Bayerischen Schlösserverwaltung erschien 2011 eine Dokumentation über einen Teil der noch vorhandenen bayerischen KZ-Friedhöfe und Gedenkstätten in Bayern. Diese wurden von der Historikerin Constanze Werner ausführlich dargestellt.